# Grzegorz Kotowicz
Grzegorz Leon Kotowicz, född den 6 augusti 1973 i Czechowice-Dziedzice, Polen, är en polsk kanotist.
Han tog OS-brons på K-2 1000 meter i samband med de olympiska kanottävlingarna 1992 i Barcelona.
Han tog OS-brons på K-4 1000 meter i samband med de olympiska kanottävlingarna 2000 i Sydney.